# Slovakiske Paradis Nationalpark
Slovakiske Paradis Nationalpark ( slovakisk: Národný park Slovenský raj) er en af de ni nationalparker i Slovakiet, der ligger i den østlige del af landet. Nationalparken beskytter området i bjergkæden det Slovakiske Paradis, som ligger nord for de Slovakiske Malmbjerge.
Nationalparken dækker et område på 197,63 km2, og bufferzonen omkring parken dækker et område på 130,11 km 2; i alt 327,74 km2. Der ligger elleve nationale naturreservater og otte naturreservater i parken, dere tilbyder omkring 300 km vandrestier, ofte udstyret med stiger, kæder og broer. Det Slovakiske Paradis indeholder omkring 350 huler, men kun Dobšiná Ishulen, som siden 2000 er et UNESCOs verdensarvsliste, er åben for offentligheden. Parkens hovedkvarter er beliggende i Spišská Nová Ves.

## Parkens oprettelse og historie
Den første naturreservat i det Slovakiske Paradis blev grundlagt i 1890. Den første beskyttede plante var edelweiss i 1936.
Navnet Slovenský raj dukkede først op i 1921 i Krásy Slovenska magasinet og erstattede mange navne, der blev brugt indtil da. Den 21. august 1964 blev det første beskyttede landskabsområde i Slovakiet etableret i det Slovakiske Paradis. Området blev oprettet som nationalpark den 18. januar 1988. I 2000 blev Dobšiná Ishulen opført på UNESCOs verdensarvsliste. Dele af parken har siden 2004 været en del af Natura 2000-netværket .

## Geografi
Nationalparken ligger i Banská Bystrica-regionen (distriktet Brezno ), Prešov-regionen (distriktet Poprad ) og Košice-regionen (distrikter Rožňava og Spišská Nová Ves ).
Det slovakiske paradis skaber den nordlige del af Spiš-Gemer Karst ( Spišsko-gemerský kras ). Den grænser mod vest op til bjergkæden Nedre Tatra (Nízke Tatry), centrale dele af Slovakiske Malmbjerge mod syd ( Stolické vrchy og Volovské vrchy ) og Hornád-bassinet ( Hornádska kotlina ) i nord og nordøst.
Floder og vandløb har dannet mange kløfter, dale, huler og vandfald i det slovakiske paradis, hvor Hornád- floden er den vigtigste i området. Kernen i nationalparken er et karstplateau skåret i flere mindre plateauer af dybe stenede kløfter. De mest berømte kløfter er Veľký Sokol, som også er den længste på 4,5 km, Suchá Belá, Piecky og Kyseľ, som alle har mange vandfald. Prielom Hornádu er den længste kløft på 11,7 km og indeholder også den største mangfoldighed af arter. Det højeste vandfald er Závojový vodopád på 70 m.  Det største vandreservoir er Palcmanská Maša, færdig i 1956, som dækker et område på 0,85 km2. Det bruges til svømning, vandsport, fiskeri og andre fritidsaktiviteter.
Den højeste top er Predná hoľa ved 1.545 moh. Havrania skala (Ravneklippen) på 1.153 m har vid udsigt. En stenhylde kendt som Tomášovský výhľad er populær blandt både klatrere og besøgende for sin unikke udsigt beliggende på 680 m. Det laveste punkt er på Hornáds overflade på 470 m.

## Biologi og økologi
Det slovakiske paradis har den højeste koncentration af sommerfugle i Slovakiet med 6,06 sommerfugle pr. km2. Kopanecké luky (Kopanecké engene) har usædvanlig rig biodiversitet af karplanter med 75 arter per m2.
Nationalparken indeholder omkring 4.000 arter af hvirvelløse dyr, der inkluderer mere end 2.100 arter af sommerfugle, 400 arter af næbmunde (bladlus, cikader ol.) og 150 arter af bløddyr. Hvirveldyr er repræsenteret af ca. 200 arter, hvoraf 130 er beskyttet. Fyrre arter af pattedyr inkluderer bjørn, ræv, ulv, europæisk vildkat, hjorte, vildsvin og arter i mårfamilien. Nationalparken er hjemsted for 65 truede arter, herunder slagfalk, europæisk odder og europæisk jordegern .  
90% af parken er dækket af skov. De mest udbredte træer er bøg, gran, gran og fyr . Parken er hjemsted for 930 arter af planter, hvoraf 35 er beskyttet. Parken indeholder 6 endemiske planter, der udelukkende er hjemmehørende i den og 19 endemiske planter, der udelukkende er hjemmehørende i de Vestlige Karpater. 

## Turisme
De bedst kendte turistcentre og resorts er Čingov og Podlesok i nord, Dedinky i syd og det eneste turistcenter, der ligger inde i nationalparken, Kláštorisko, med ruiner af det kartusianske kloster . De mest besøgte steder i parken er Dobšiná Ice Cave og Suchá Belá Gorge.
Der er omkring 300 km vandrestier og flere cykelstier i parken. En af de mest besøgte ruter er "Prielom Hornádu". I den nordlige del af det slovakiske paradis ligger to af de vigtigste turistcentre i regionen: Čingov og Podlesok, som er forbundet med en 15 km lang markeret rute, der fører gennem kløften langs Hornád-floden.